# Mouwtje
Het Mouwtje is een park rond een voormalige zanderij in het Brediuskwartier in het noordoosten van Bussum. Het Mouwtje werd vanaf 1920 in opdracht van de gemeente Bussum aangelegd. De naam is waarschijnlijk afgeleid van het zeventiende-eeuwse woord moude of molde dat mul zand betekent.

## Zanderij
Na 1700 vormde de afgraving van de hoger gelegen zandgronden rond Naarden een belangrijke bron van inkomsten. Het afgegraven zand werd verkocht en via zanderijsloten afgevoerd. Hierna werd het via de Muidertrekvaart naar Amsterdam gevaren. Daar werd het gebruikt om nieuwe woonwijken op te hogen. De afgegraven akkers werden omgezet in vruchtbare tuinbouw- en weidegronden. De gronden van het Brediuskwartier werden afgegraven tot een hoogte van 47 centimeter boven Naardens Zomerpeil (NAP -0,20 m). Daardoor kregen de later aangemaakte cultuurgronden de juiste vochtigheid. Er werd vanuit het noorden zuidwaarts gegraven. In 1900 werd de Huizerweg bereikt en stopte de zandwinning. De Huizerweg vormde tot 1902 de grens van de gemeente Bussum met de toenmalige gemeente Hilversum en daardoor ook van de zanderijen.

## Parkaanleg
Vanaf 1919 werd het gebied tot park gemaakt door de Naarder landschapsarchitect Dirk Tersteeg. Tersteeg maakte daarbij gebruik van de door de zandafgravingen ontstane hoogteverschillen en afwateringssloten. Tersteeg liet enkele afzandingssloten dempen; de bewaarde sloten vormen de huidige waterpartijen in het Mouwtje en het Bilderdijkplantsoen. In het plan van Tersteeg vormden het Mouwtje en het Bilderdijkplantsoen een geheel. De huidige scheiding tussen de gebieden ontstond pas later.

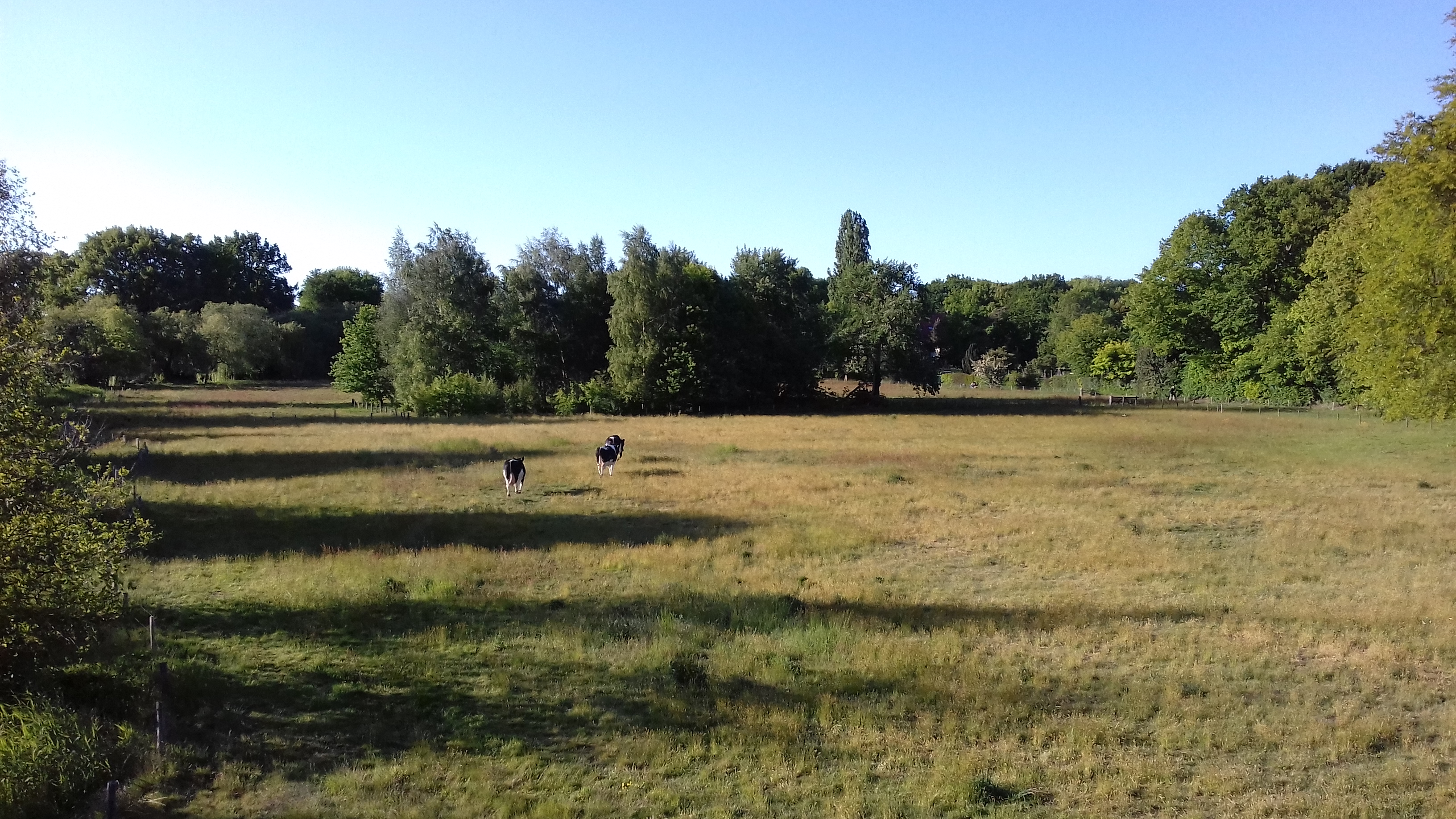
Bussum, Park het Mouwtje, weidegebied

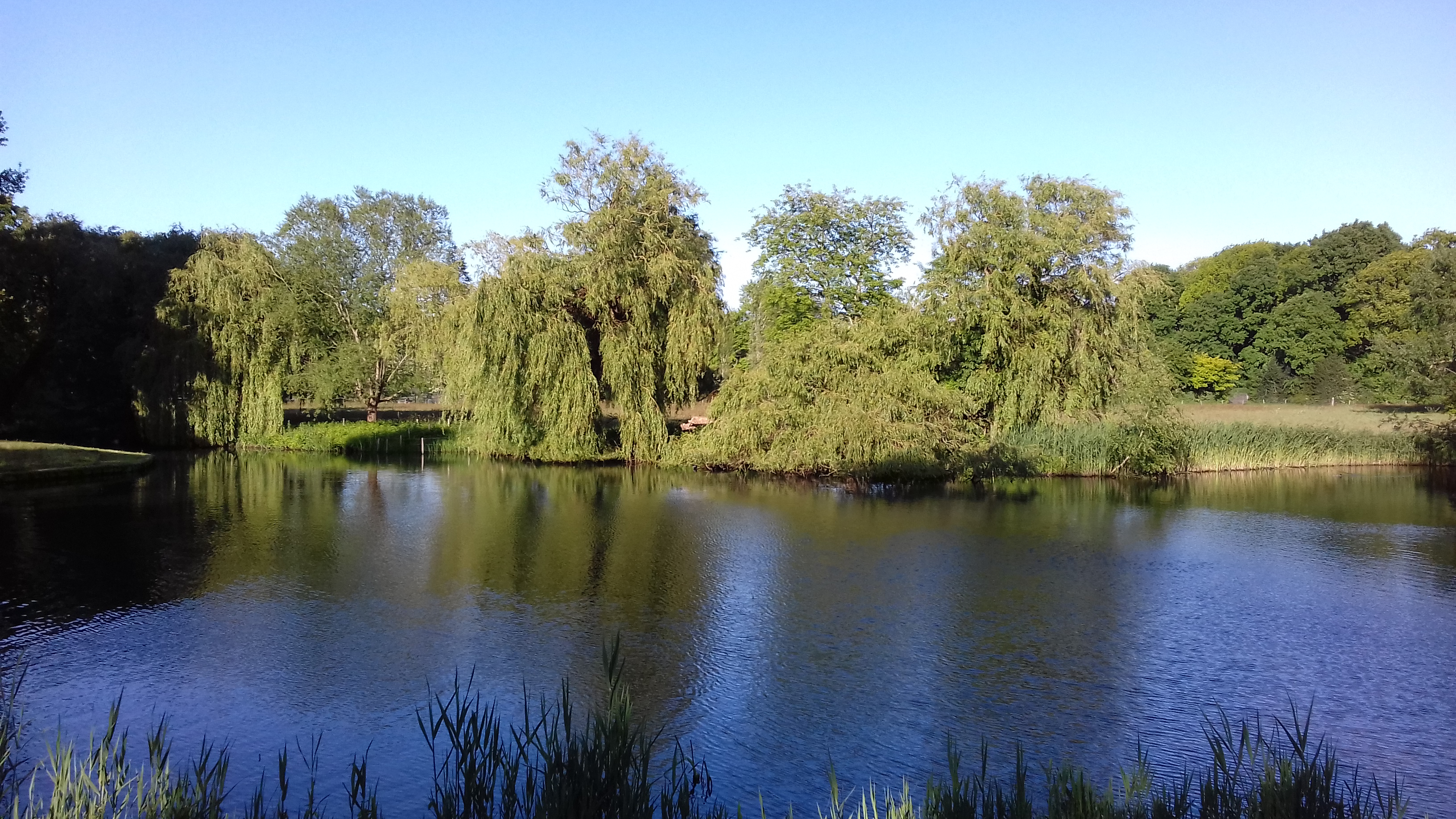
Bussum, Park het Mouwtje, waterplas

De hoogteverschillen worden overbrugd door veertien trappen. Door het gebruik van zichtassen ontstond ruimtelijkheid. Het langgerekte Mouwtje slingert zich langs een aantal voormalige zanderijvaarten. Het ontworpen dal met water loopt door de Bosjes van Verbeek vanaf de zwaaikom achter de Isaac da Costalaan. De watergangen hebben een totale lengte van meer dan een kilometer. Langs het water lopen laaggelegen voetpaden met daarlangs ruime taluds als overgang naar het omringende maaiveld. Tussen het Mouwtje en de taluds van de Huizerweg en de Dr. Frederik van Eedenweg ligt een weidegebied. In de werkverschaffing in de jaren dertig van de twintigste eeuw werd het water van het Mouwtje doorgetrokken naar de Obrechtlaan. De waterpartij eindigt daar met een halfrond terras. Ook aan weerszijden van de s’Jacoblaan bevindt zich een terras met trappen. Onder de s'Jacoblaan door loopt een duiker. 
Het waterpeil van het Mouwtje ligt ongeveer vier meter lager dan het maaiveld van omliggende wijk. Langs het water lopen laaggelegen voetpaden met daarlangs ruime taluds als overgang naar het omringende maaiveld. Tussen het Mouwtje en de taluds van de Huizerweg en de Frederik van Eedenweg ligt een weidegebied.
In 2010 werd het Mouwtje gerenoveerd, waarbij de paden werden geasfalteerd en het park werd teruggebracht tot de situatie uit 1936.
Vrienden van het Bredius wil samen met de Gemeente Gooise Meren in de toekomst zorgdragen dat dit park, dat valt onder beschermd dorpsgezicht, weer in goede staat komt.

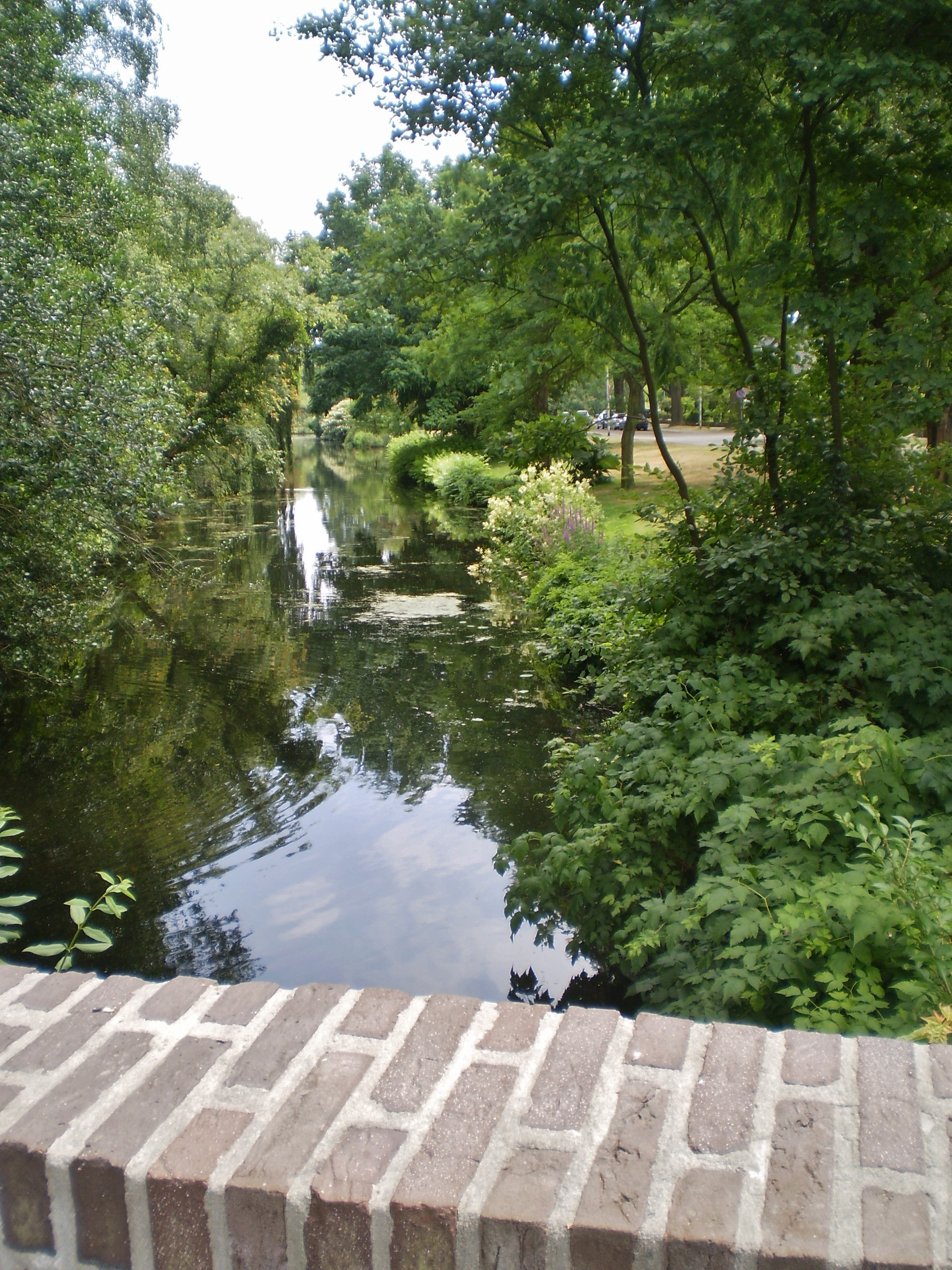
Vanaf de Bilderdijklaan
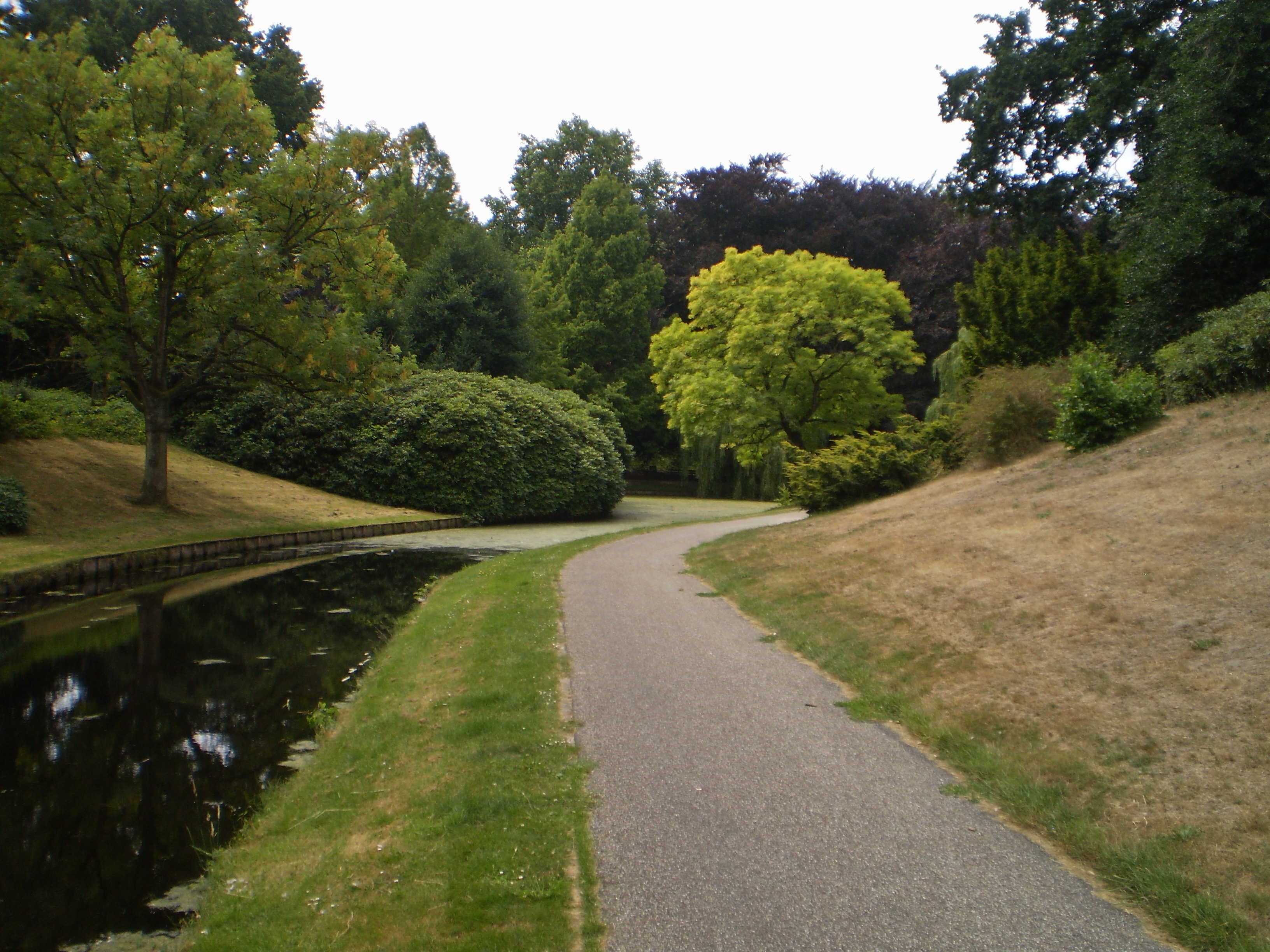
In zuidwestelijke richting
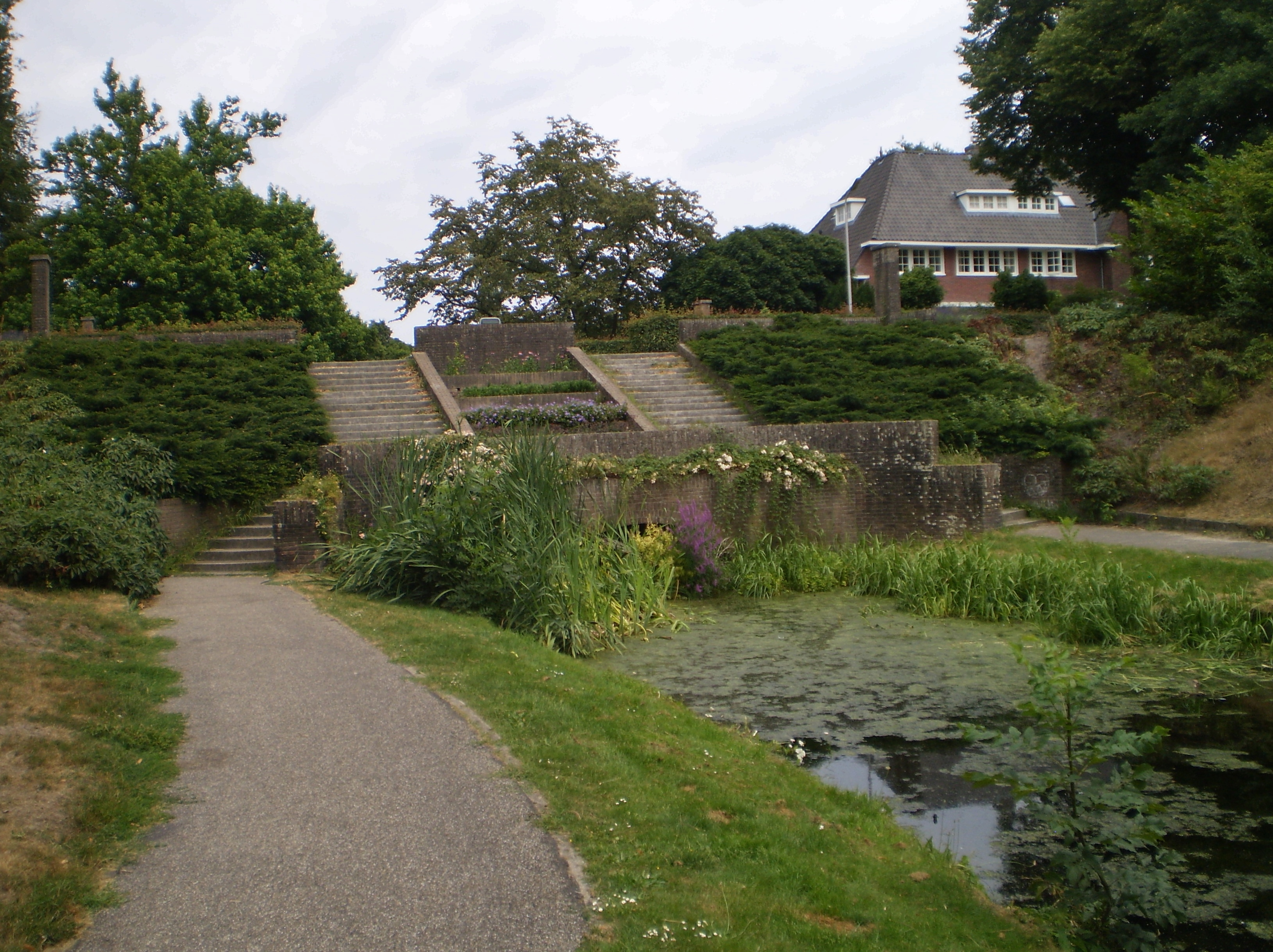
Richting de s'Jacobweg
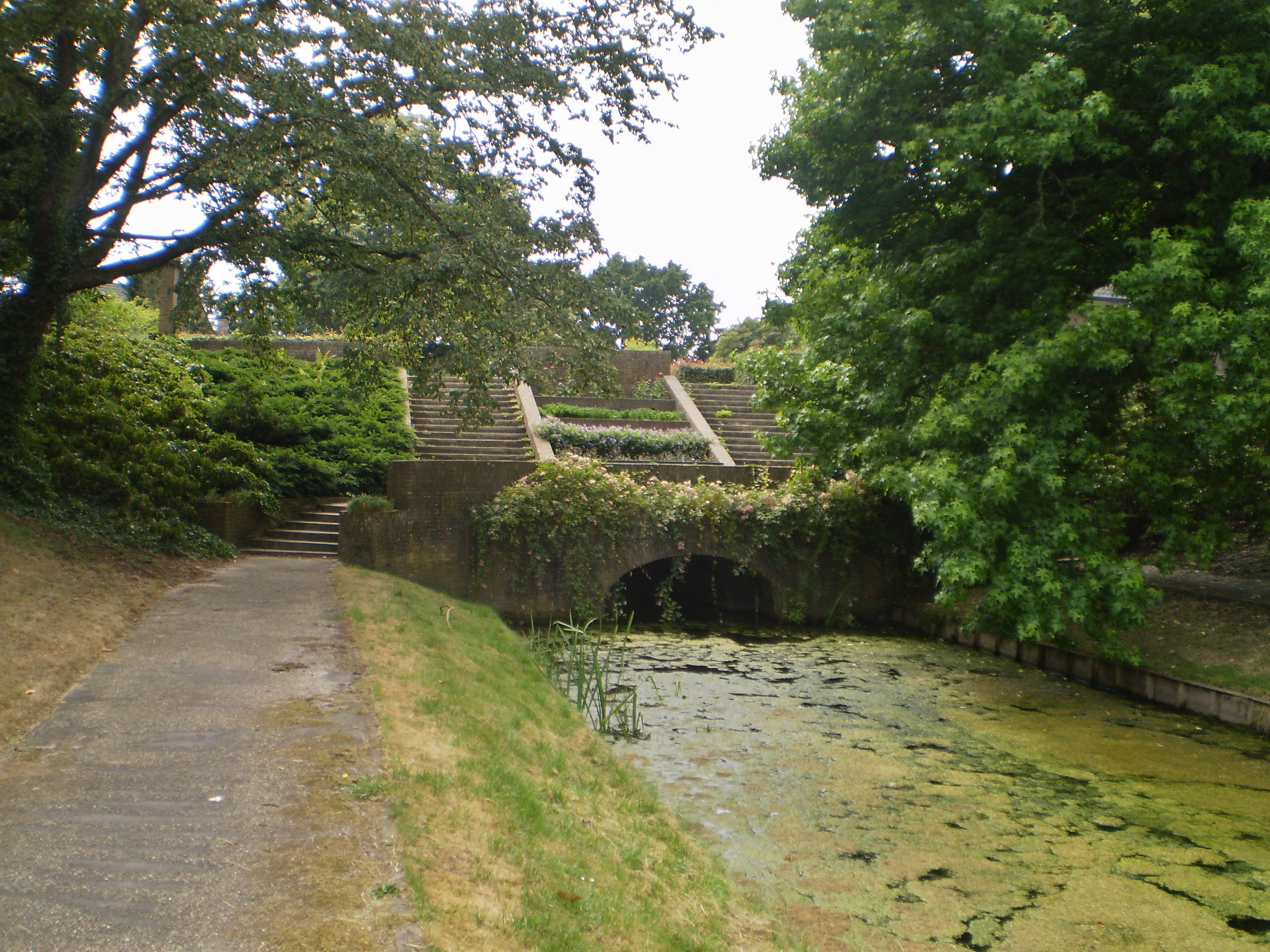
Richting s'Jacoblaan
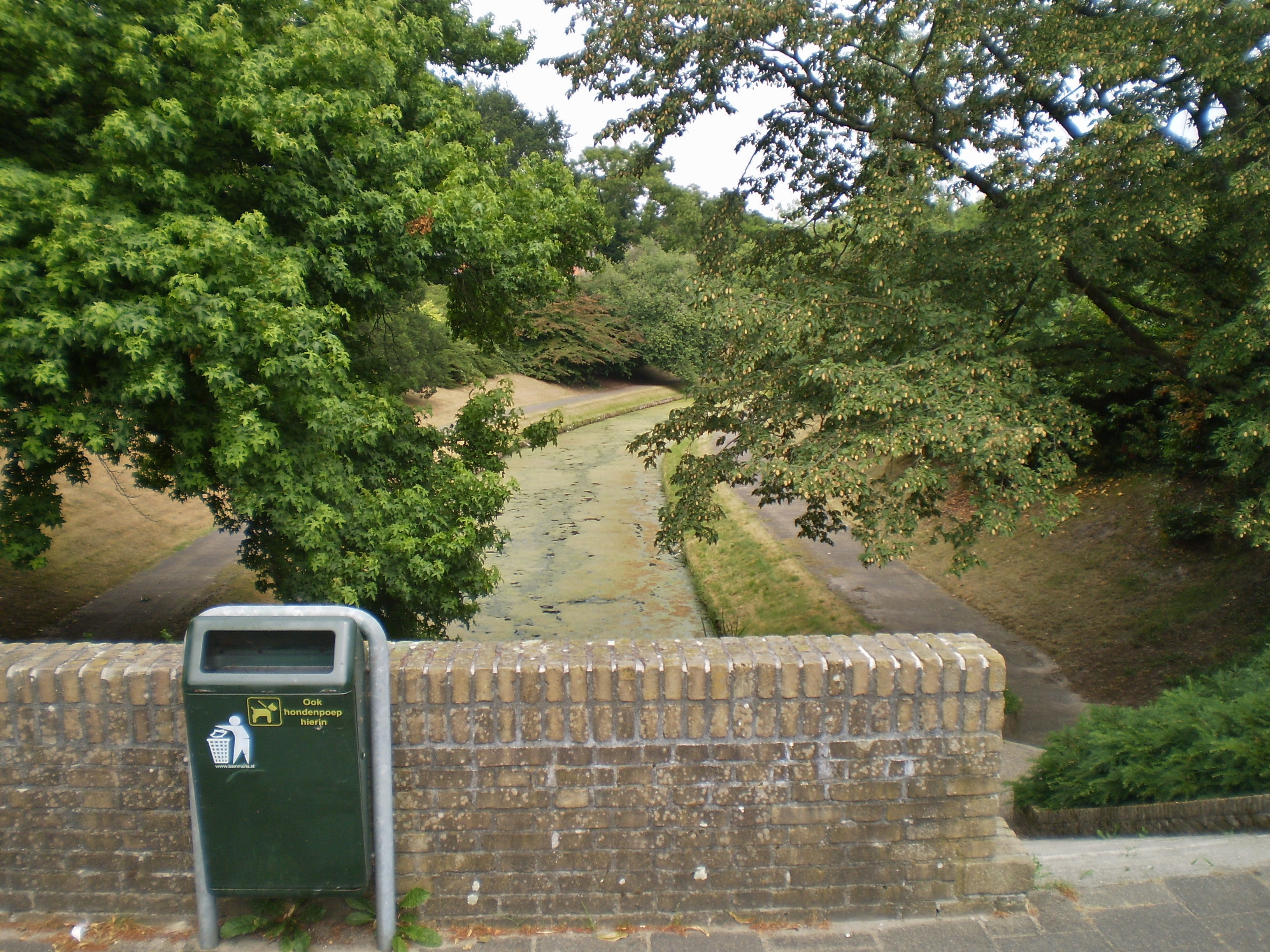
Vanaf de s'Jacoblaan
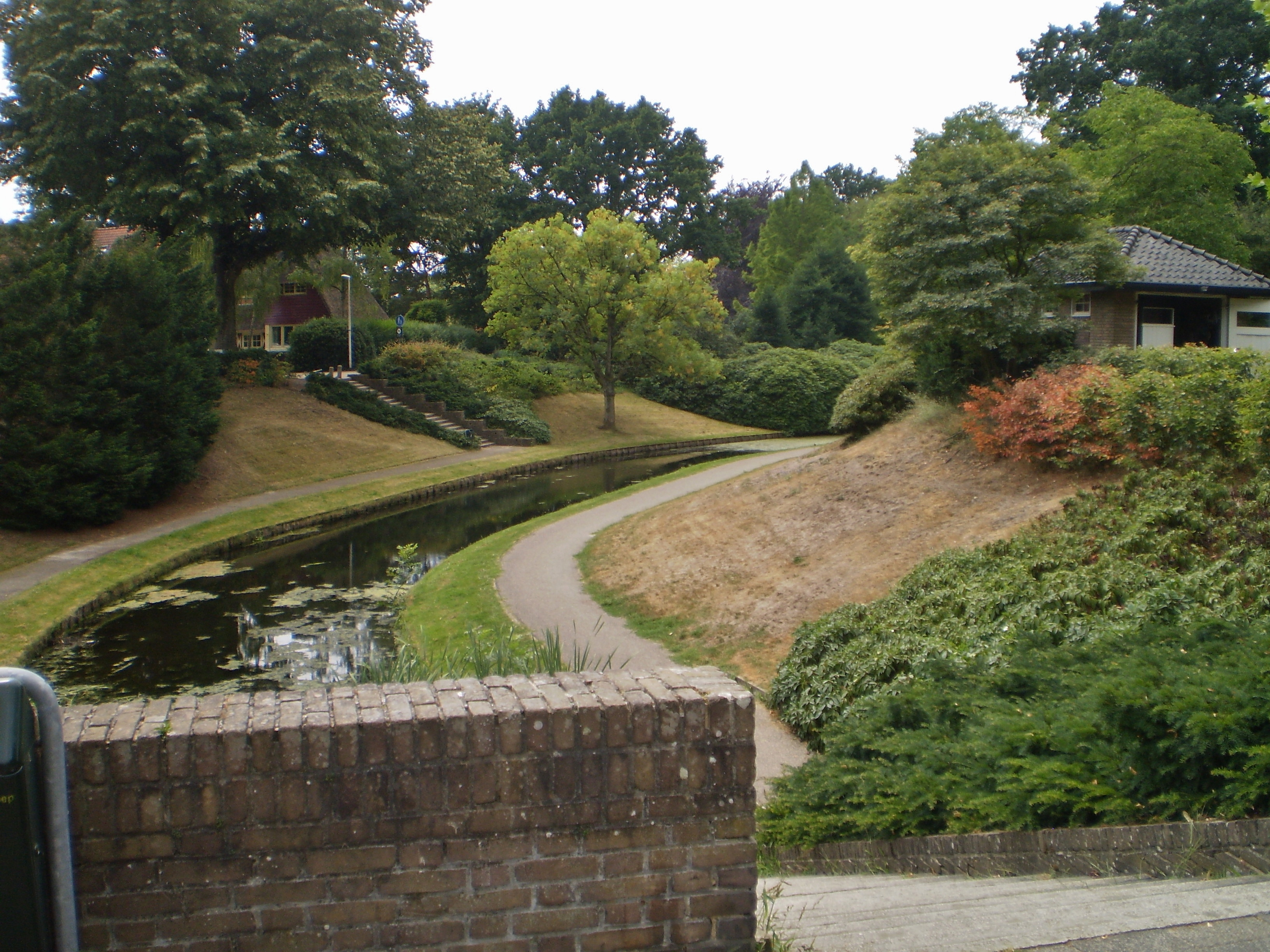
Vanaf de s'Jacoblaan
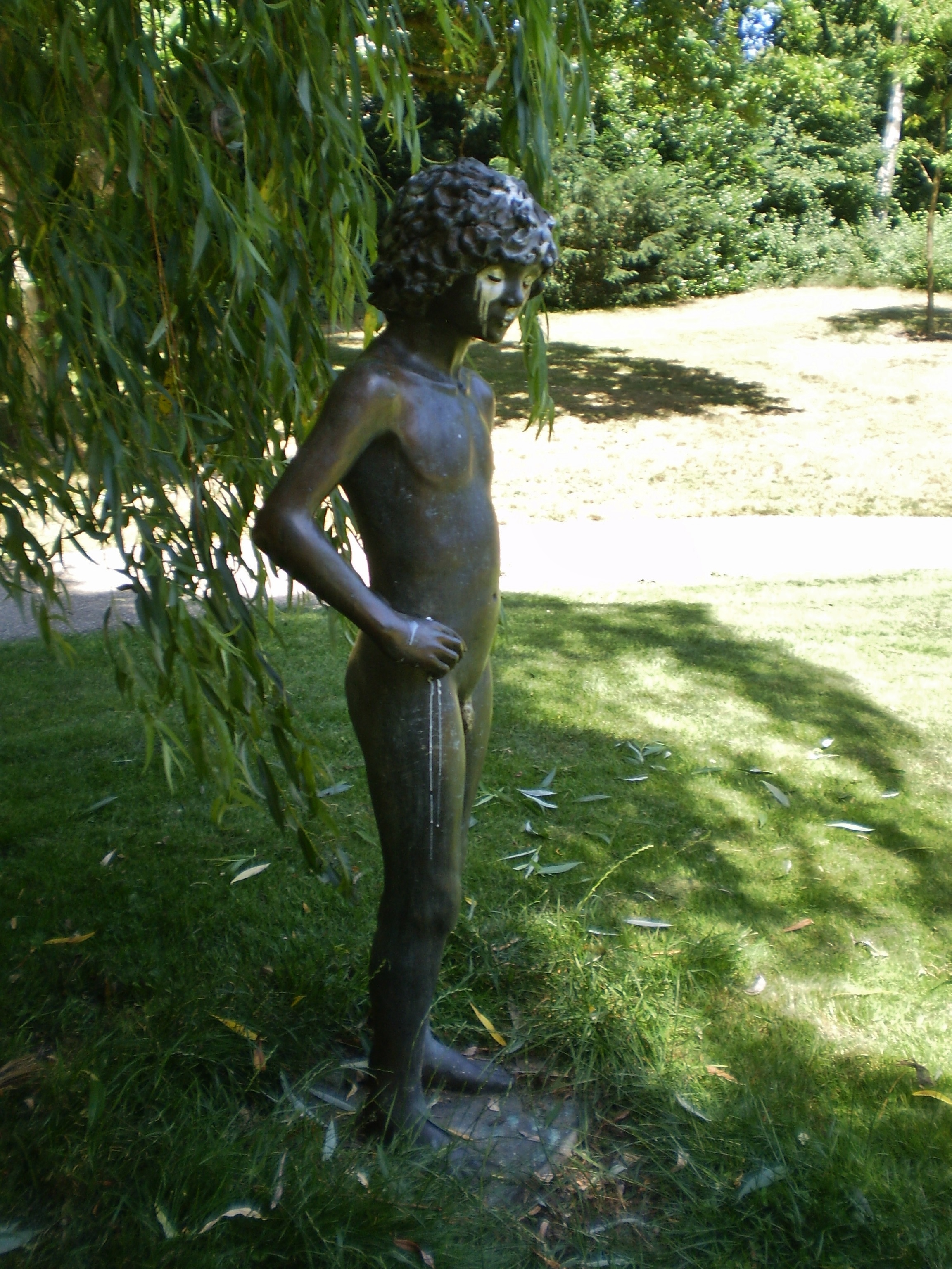
het Rakkertje